# Томас Бренън
Томас Бренън (на английски: Thomas Brennan) е английски писател, автор на произведения в жанровете криминален роман, трилър и фентъзи.

## Биография и творчество
Томас Бренън е роден на 29 май 1969 г. в Ливърпул, Англия. От дете е запален по научната фантастика.
Работил като диспечер в център за спешна медицинска помощ, държавен служител и журналист на свободна практика. През 1999 г. напуска работата си и се посвещава на писателската си кариера.
Публикува кратки разкази в „Richmond Review“, „Wilmington Blues“, „Writers of the Future“, „Crimewave“, „StoryHouse“, и „Whistling Shade“.
Първият му роман „The One True Prince“ (Истинският принц) е публикуван през 2004 г. В постапокалиптичния сюжет хората живеят във феодално общество. Умиращият крал призова своите пет сина, четири от които клонирани, да открият истинския. Конспирацията води до убийството на единия, а останалите се опитват да избегнат смъртта, докато търсят убиеца. Книгата е добре приета от критиката.
Следващият му роман „The Debt“ е публикуван през 2005 г. Главният герой е писател на ужасите, който убива крадец в Ню Йорк, а пистолетът му го свързва с убийството на близък до него студент във Върмонт.
Романът му „Доктор Стъклен“ е публикуван през 2012 г. Под индустриалното чудо на викторианската епоха, монументалния трансатлантически мост, лежи труп без лице. Инспектор Матю Лангтън е натоварен да открие убиеца и възможен заговор срещу кралицата, а на пътя му се изпречва митичният и неуловим доктор Стъклен. Романът става бестселър и го прави известен.
Томас Бренън живее със семейството си северно от Ливърпул.

## Произведения

### Самостоятелни романи
- The One True Prince (2004)
- The Debt (2005)
- Doktor Glass (2012)
Доʞтор Стъклен, изд.: „Артлайн Студиос“, София (2014), прев. Златка Миронова

### Документалистика
- Writings on Writing (2013)